# ییپ چون
ییپ چون (انگلیسی: Ip Chun؛ زادهٔ ۱۰ ژوئیهٔ ۱۹۲۴) یک استاد هنرهای رزمی اهل هنگ کنگ است.وی فرزند ارشد ایپ من از برجسته ترین اساتید کونگ فو است.
از فیلم‌ها یا مجموعه‌های تلویزیونی که وی در آن‌ها نقش داشته است می‌توان به ایپ من: مبارزه نهایی اشاره نمود.